# Chris Taylor
Chris Taylor videójáték-tervező és üzletember, leginkább a Total Annihilation és a Dungeon Siege sorozat tette ismertté, valamint az általa alapított Gas Powered Games. 2002-ben a GameSpy a videójáték-ipar legbefolyásosabb személyeit tömörítő listáján a harmincadiknak választotta meg.

## Pályafutása
Chris Taylor Brit Columbiában született, a videójáték-iparral az 1980-as évek végén került kapcsolatba, amikor a Distinctive Softwarenél dolgozott Burnabyben. Az első játéka a Hardball II 1989-ben jelent meg.
1996 januárjában a washingtoni Seattlebe költözött és csatlakozott az akkoriban megalakuló Cavedog Entertainmenthez és a cég első játékának a Total Annihilationnek a tervezője és projekt vezetője lett, majd ezt egy kiegészítő lemez, Total Annihilation: The Core Contingency követte, azonban annak megjelenése előtt nem sokkal elhagyta a vállalatot.
Gas Powered Games néven 1998 májusában új fejlesztőstúdiót alapított és hozzáláttak a Dungeon Siege című akció-szerepjátékhoz, aminek ő lett a vezető tervezője. A sorozat azóta 2 teljes értékű folytatással és 3 kiegészítő lemezzel bővült.
2005 augusztusában a PC Gamer jelentette be a cég új játékát a Supreme Commandert, ami Chris első stratégiai játéka az 1997-es Total Annihilation óta, amit ő maga a játék szellemi elődjének tekint. (A név jogai az Infogramesnél voltak, amit később az Atari vásárolt fel, így azt nem használhatta fel. Az Atari azonban ennek ellenére sem tervezi bővíteni a sorozatot.) A játék 2007 februárjában jelent meg, majd novemberben egy alapjáték nélkül is futtatható kiegészítő lemez jelent meg hozzá novemberben, ami a Supreme Commander: Forged Alliance címet viselte.
Jelenleg csapatával az Age of Empires Online játékon dolgozik a Microsoft számára.

### Elismerések
A 2007-ben megjelenő Supreme Commander című játékát a 2006-os E3 alkalmával a GameSpot és a GameCritics egyaránt a show legjobb valós idejű stratégiai játéknak választotta meg, és számos videójátékos magazin és weboldal elismerően nyilatkozott a játékról.

## Játékok
- HardBall II (1989)
- The Duel: Test Drive II (1989)
- 4-D Boxing (1991)
- Triple Play 96 (1995)
- Dungeon Siege II (2005)
- Supreme Commander: Forged Alliance (2007)
- Demigod (2009)

### Tervezőként
- Total Annihilation (1997)
- Total Annihilation: The Core Contingency (1998)
- Total Annihilation: Kingdoms (1999)
- Dungeon Siege (2002)
- Dungeon Siege: Legends of Aranna (2003)
- Dungeon Siege: Throne of Agony (2006)
- Dungeon Siege II: Broken World (2006)
- Supreme Commander (2007)
- Space Siege (2008)
- Supreme Commander 2 (2010)
- Dungeon Siege III (2011)
- Chris Taylor’s Kings and Castles (Bejelentésre vár)